# Drosophila pyo
Drosophila pyo – gatunek muchówki z rodziny wywilżnowatych.
Gatunek ten został opisany w 1991 roku przez Masanoriego J. Todę na podstawie siedmiu okazów samców.
Muchówka o ciele długości od 1,76 do 1,83 mm. Głowa pomarańczowożółta, o czole węższym niż połowa jej szerokości, a policzkach w 1/6 tak szerokich jak największa średnica oka. Na jasnobrązowawożółtym tułowiu szczecinki środkowe grzbietu ustawione w ośmiu rzędach. Barwa odnóży żółta, przezmianek jasnoszarawożółta, a skrzydła są przezroczyste z jasnobrązowawożółtymi żyłkami. Przednia para odnóży samców z grzebieniem płciowym na dwóch dosiebnych członach stopy, poprzecznym rządkiem 3 do 5 czarnych ząbków na nadstopiu i dwoma poprzecznymi rządkami ząbków (pierwszy z 1, drugi z 2 lub 3 ząbkami) na drugim członie stopy. Pierwszy tergit odwłoka szarawożółty, drugi i trzeci szarawożółte z rozmytą, ciemnobrązową przepaską, czwarty prawie całkiem ciemnobrązowy, a piąty i szósty całe czarne. Wszystkie sternity jasnożółte. W aparacie genitalnym tylna paramera ma wyrostek nasadowy delikatnie piłkowany w dystalnej części, o długości ¾ edeagusa.
Owad znany wyłącznie z Mjanmy, z dystryktów Pyin U Lwin i Mandalaj.